# Дом-музей I съезда РСДРП

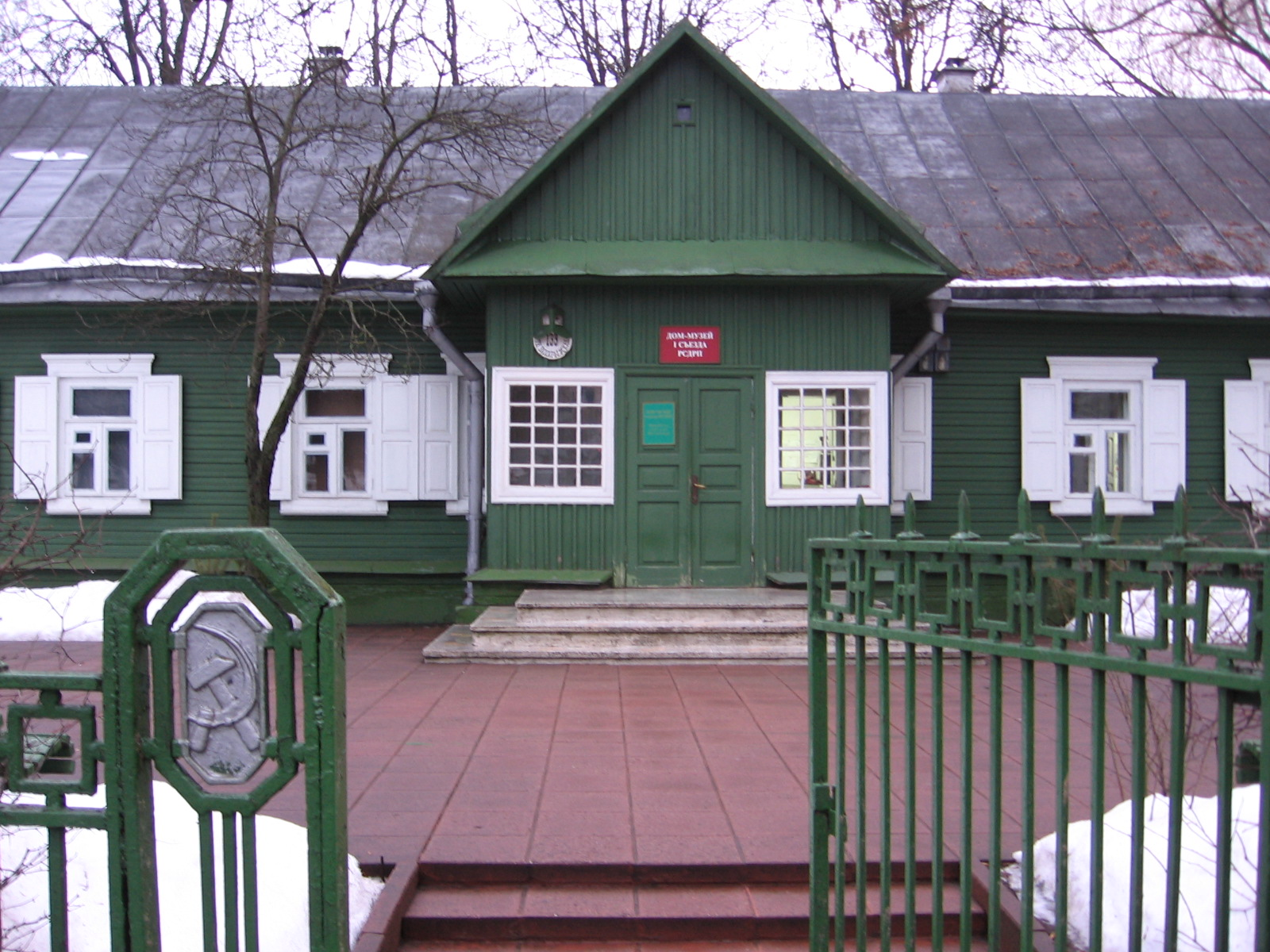
Дом-музей I съезда РСДРП

Дом-музей I съезда РСДРП ― музей в память о I съезде Российской социал-демократической рабочей партии (РСДРП), проходившем в Минске.

## Дом на Захарьевской улице
I съезд РСДРП проходил с 1 по 3 марта 1898 года в Минске. Местная революционерка бундовка Е. А. Гурвич, занимаясь организацией съезда, подыскала для его проведения половину дома на Захарьевской улице, которую снимал служащий Либаво-Роменской железной дороги П. В. Румянцев у мещанки Франтишки Ржецкой. Окна выходили на реку Свислочь и Госпитальную улицу. Съезд проходил под видом празднования именин жены Румянцева ― Ольги Михайловны.
Филёры охранного отделения уже давно следили за Борухом Эйдельманом, приведшим их в Минск из Харькова. На Захарьевской они увидели также знакомых им П. Л. Тучапского и Н. А. Вигдорчика. Но начальник сыска С. В. Зубатов не придал этой встрече особого значения, к тому же «клиенты» уже разъехались.

## Создание музея
В январе 1923 года в связи с 25-летием РСДРП Центральный комитет КП(б)Б обсудил вопрос открытия музея, и 14 марта в доме Ржецкой был торжественно открыт Дом-музей I съезда РСДРП. При открытии присутствовали участники I съезда П. В. Румянцев и Б. Л. Эйдельман. Интересно, что вторая половина дома до войны оставалась жилой.

## Восстановление музея
Во время Великой Отечественной войны дом сгорел при бомбёжке. В 1948 году восстановлен по проекту архитектора И. И. Володько (1895—1984), в прошлом выпускника ВХУТЕМАСа, а на тот момент уважаемого архитектора с учёной степенью. Основой для строительства послужили сохранившийся фундамент и различные документы, позволившие точно восстановить планировку дома и архитектурные детали. В 1953 году в связи с реконструкцией проспекта Сталина дом-музей сдвинули в сторону от проспекта к реке Свислочь. В 1954 году была воспроизведена обстановка квартиры Петра Румянцева. Сейчас дом представляет собой небольшое прямоугольное в плане одноэтажное здание, выходящее торцовым фасадом к проспекту Независимости. Стены дома сложены из брёвен и ошалеваны, прорезаны прямоугольными оконными проёмами с наличниками, со ставнями.
До 1959 года дом-музей был подведомствен министерству культуры БССР, затем его передали Институту истории партии при ЦК КПБ. С 1992 года в ведении министерства культуры Республики Беларусь, филиал Национального исторического музея Республики Беларусь.

## Экспозиции и фонды музея

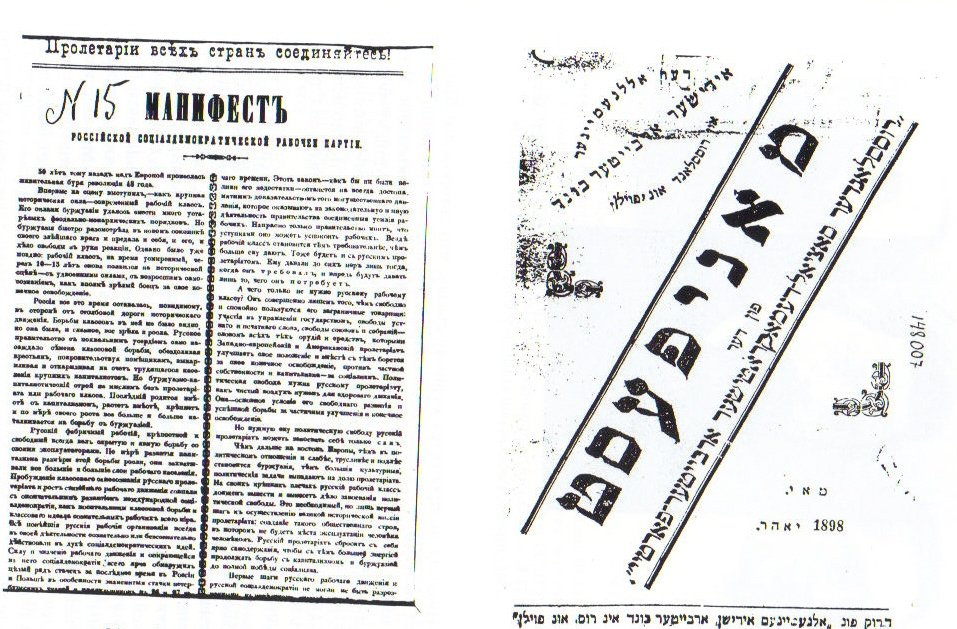
Манифест РСДРП в бобруйской газете

В фондах и экспозиционных залах более 400 экспонатов. Среди экспонатов документы и материалы о возникновении и деятельности первых марксистских кружков в России, группы «Освобождение труда», «Союза борьбы за освобождение рабочего класса», экземпляр манифеста РСДРП, изданного в Бобруйске, номера газеты «Искра» и др. В мемориальных комнатах в 1954 году восстановлена обстановка 1898 года: часы с кукушкой, подвсвечники, развешены фотографии и пр. Последняя большая экспозиция, касающаяся непосредственно съезда ― «История социалистической идеи» (1995). В настоящее время музей показывает в основном жизнь губернского Минска, выставку плаката 1920—1980-х гг. Нынешняя постоянная экспозиция музея представляет темы: «Минск в конце XIX — начале XX века», «Съезд в лицах», «Жандармский сыск» и «История Дома-музея I съезда РСДРП». В музее проходят выставки белорусских художников, проводятся мастер-классы.

## Мероприятия, посетители
При советской власти в музее проводились пионерские и комсомольские слёты. Вручались комсомольские билеты, проходили встречи с ветеранами партии. Дом-музей посещали до 500 тысяч человек в год.
Все приезжающие в Минск деятели коммунистического движения считали необходимым посетить музей. Так, здесь побывали Л. Брежнев, М. Горбачёв, Ф. Кастро, М. Торез, Хо Ши Мин, Э. Герек, Т. Живков и др.

## Дом-музей в литературе
Этому дому посвящали свои стихи белорусские поэты Петрусь Бровка, Микола Аврамчик, Эди Огнецвет, туркменский поэт Р. Алиев, болгарский поэт Найден Вылчев и другие.